# Teramo Calcio 2004-2005

## Rosa
| N. |                    | Ruolo | Calciatore            |
| -- | ------------------ | ----- | --------------------- |
|    | Ghana (bandiera)   | A     | Sadiki Abubakari      |
|    | Italia (bandiera)  | D     | Simone Dante Angeli   |
|    | Italia (bandiera)  | C     | Stefano Bagalini      |
|    | Italia (bandiera)  | C     | Raffaele Battisti     |
|    | Italia (bandiera)  | A     | Matteo Beretta        |
|    | Brasile (bandiera) | C     | Rafael Bondi          |
|    | Italia (bandiera)  | A     | Denis Boshnjaku       |
|    | Italia (bandiera)  | C     | Gaetano Calà Campana  |
|    | Italia (bandiera)  | C     | Antonino Cardinale    |
|    | Italia (bandiera)  | C     | Edoardo Catinali      |
|    | Italia (bandiera)  | A     | Vincenzo Chianese     |
|    | Italia (bandiera)  | C     | Massimo Dalle Nogare  |
|    | Italia (bandiera)  | D     | Alessandro Del Grosso |
|    | Italia (bandiera)  | C     | Francesco Favasuli    |
|    | Italia (bandiera)  | D     | Luca Ferri            |
|    | Italia (bandiera)  | D     | Alessandro Fogacci    |
|    | Italia (bandiera)  | A     | Alessandro Iannuzzi   |

| N. |                            | Ruolo | Calciatore                     |
| -- | -------------------------- | ----- | ------------------------------ |
|    | Italia (bandiera)          | P     | Paolo Mancini                  |
|    | Italia (bandiera)          | C     | Alessandro Manfrè              |
|    | Italia (bandiera)          | A     | Gennaro Marasco                |
|    | Brasile (bandiera)         | D     | Marco Aurélio Cunha dos Santos |
|    | Italia (bandiera)          | C     | Attilio Nicodemo               |
|    | Italia (bandiera)          | A     | Gaetano Niscemi                |
|    | Italia (bandiera)          | D     | Giuseppe Occhipinti            |
|    | Nigeria (bandiera)         | D     | Daniel Ola                     |
|    | Italia (bandiera)          | D     | Luigi Panarelli                |
|    | Italia (bandiera)          | P     | Marco Paoloni                  |
|    | Italia (bandiera)          | P     | David Pierini                  |
|    | Italia (bandiera)          | C     | Daniele Quadrini               |
|    | Italia (bandiera)          | C     | Alessio Scarchilli             |
|    | Italia (bandiera)          | D     | Alberto Schettino              |
|    | Italia (bandiera)          | C     | Alessandro Sturba              |
|    | Nuova Caledonia (bandiera) | A     | Vincent Taua                   |
|    | Italia (bandiera)          | D     | Francesco Vincenti             |

## Risultati

### Campionato

#### Girone di andata
| 12 settembre 2004 1ª giornata | Teramo | 0 – 1 | Fermana |  |

| 19 settembre 2004 2ª giornata | Vis Pesaro | 1 – 2 | Teramo |  |

| 26 settembre 2004 3ª giornata | Teramo | 1 – 0 | Sora |  |

| 3 ottobre 2004 4ª giornata | Rimini | 4 – 1 | Teramo |  |

| 10 ottobre 2004 5ª giornata | Teramo | 0 – 1 | Sporting Benevento |  |

| 17 ottobre 2004 6ª giornata | Teramo | 1 – 1 | Reggiana |  |

| 24 ottobre 2004 7ª giornata | Chieti | 3 – 2 | Teramo |  |

| 31 ottobre 2004 8ª giornata | Teramo | 0 – 0 | Giulianova |  |

| 7 novembre 2004 9ª giornata | Sambenedettese | 2 – 0 | Teramo |  |

| 14 novembre 2004 10ª giornata | Teramo | 1 – 1 | Napoli |  |

| 21 novembre 2004 11ª giornata | Cittadella | 0 – 1 | Teramo |  |

| 28 novembre 2004 12ª giornata | Teramo | 0 – 0 | Avellino |  |

| 5 dicembre 2004 13ª giornata | Lanciano | 3 – 1 | Teramo |  |

| 8 dicembre 2004 14ª giornata | SPAL | 1 – 1 | Teramo |  |

| 12 dicembre 2004 15ª giornata | Teramo | 2 – 1 | Foggia |  |

| 19 dicembre 2004 16ª giornata | Padova | 0 – 1 | Teramo |  |

| 6 gennaio 2005 17ª giornata | Teramo | 4 – 0 | Martina |  |

#### Girone di ritorno
| 9 gennaio 2005 18ª giornata | Fermana | 0 – 1 | Teramo |  |

| 16 gennaio 2005 19ª giornata | Teramo | 1 – 0 | Vis Pesaro |  |

| 23 gennaio 2005 20ª giornata | Sora | 0 – 0 | Teramo |  |

| 30 gennaio 2005 21ª giornata | Teramo | 2 – 2 | Rimini |  |

| 6 febbraio 2005 22ª giornata | Benevento | 2 – 0 | Teramo |  |

| 13 febbraio 2005 23ª giornata | Reggiana | 3 – 2 | Teramo |  |

| 27 febbraio 2005 24ª giornata | Teramo | 1 – 1 | Chieti |  |

| 6 marzo 2005 25ª giornata | Giulianova | 2 – 2 | Teramo |  |

| 13 marzo 2005 26ª giornata | Teramo | 0 – 2 | Sambenedettese |  |

| 20 marzo 2005 27ª giornata | Napoli | 1 – 0 | Teramo |  |

| 26 marzo 2005 28ª giornata | Teramo | 0 – 0 | Cittadella |  |

| 10 aprile 2005 29ª giornata | Avellino | 1 – 0 | Teramo |  |

| 17 aprile 2005 30ª giornata | Teramo | 2 – 0 | Lanciano |  |

| 24 aprile 2005 31ª giornata | Teramo | 0 – 0 | SPAL |  |

| 1º maggio 2005 32ª giornata | Foggia | 2 – 2 | Teramo |  |

| 8 maggio 2005 33ª giornata | Teramo | 0 – 0 | Padova |  |

| 15 maggio 2005 34ª giornata | Martina | 2 – 1 | Teramo |  |